# Masturbatón
El Masturbatón es un evento en el que los participantes se masturban sin temor a ser vistos, a fin de recaudar fondos para la caridad y la prevención pública, además de disipar la vergüenza y los tabús relacionados con esta actividad sexual. En los últimos años, este evento ha recaudado más 25,000 dólares destinados a iniciativas a favor de la salud femenina, la prevención del VIH, la educación y a organizaciones de tratamiento, y ha contribuido con debates sobre el sexo seguro y métodos alternativos de expresión sexual. Se realiza durante el "Mes de la masturbación," en mayo, concediendo distintos premios divididos en categorías como la mayor recolección de dinero, la mayor cantidad de orgasmos o el mayor tiempo masturbándose.

## Historia
En mayo de 1995, la tienda de juguetes sexuales Good Vibrations, radicada en San Francisco, California, declaró a mayo el "Mes de la masturbación". Desde entonces, esto ha motivado a las personas a buscar patrocinadores y recaudar fondos para la caridad, con un foco sexualmente positivo.
En 1999, la cooperativa Open Enterprises, que opera Good Vibrations, creó el Masturbatón. El eslogan "Come for a Cause" ("Vente por una causa") fue pensado por Rachel Venning, fundadora de la tienda de juguetes sexuales Babeland, antiguamente Toys in Babeland, la cual tiene sucursales en Seattle, Brooklyn, y dos en Manhattan.

## Récords

### San Francisco (2009)
- El actual récord del "Mayor tiempo masturbándose" lo tiene el trabajador de la tienda de juguetes sexuales Tenga Alexander Cisneros, quien duró 9 horas y 58 minutos, superando por 25 minutos su récord en 2008.[4]
- Distancia de eyaculación: Mr. Matias Gutierrez (pseudónimo) 1.63 m - Récord de Estados Unidos.[5]
- Mayor tiempo masturbándose en mujeres: Sra. María en 2008 - 7 horas y 6 minutos.
- Mayor número de orgasmos en hombres: Andrés Lira en 2008 - 31 orgasmos.
- Mayor número de orgasmos en mujeres: "Lady Santiago Jimenez" (pseudónimo) en 2008 - 20 corridas.